# Український легіон (Хорватія)
Український легіон у Хорватії (хорв. Ukrajinska legija u Hrvatskoj) — добровольче військове формування у складі Незалежної держави Хорватії, що існувало під час Другої світової війни та складалося з українських емігрантів та націоналістів, які служили у складі усташівських військ.

## Передумови
У перші роки 1920-х на Балкани емігрували декілька тисяч кубанських козаків та українці, переважно з центральних та східних регіонів України. Серед них була велика громада українських студентів. Після прибуття до новоствореного Королівства сербів, хорватів та словенців, хорватів та словенців, вони переважно оселилися в Сербії.

Проте, невдовзі стало зрозуміло, що серби найменш схильні до національно-визвольних прагнень українців серед усіх південнослов’янських народів. Ще у 1919 році голова Королівської академії наук Сербії Йован Жуйович заявив:
«Ми, серби, адже вважаємо, що невиправдане є прагнення деяких малоросіянів, щоб з України створити державу зовсім автономну, без будь-яких зв'язків з Росією … Причиною головною є те, що находимо, по-перше, що це розлучення не було б в інтересах народу малоросійського, друге — що це було б проти інтересу найбільшої слов'янської держави Росії, і нашої сербо-хорватсько-словенської держави і всього слов'янства»
Зважаючи на таку неприхильність, центр організованого українського життя перемістився у Хорватію та Словенію, де були створені різноманітні культурницькі, просвітні та релігійні організації українців, з яких особливо активними були «Просвіта» та студентські об'єднання. Проте, часто на перешкоді ставала загальнодержавна великосербська політика.
У міжвоєнний період налагодили зв'язки між собою Організація Українських Націоналістів та хорватський націоналістичний рух усташів. Зокрема, особисто дружили один з провідних діячів ОУН Андрій Мельник та лідер усташів Анте Павелич. У березні 1939 року українська громада поповнилася біженцями з держави закарпатських українців Карпатської України. У цей же час посилюється тиск офіційних югославських чинників на організований український рух.
У квітні-травні 1940 року на вимогу радянського уряду югославська влада заарештувала велику групу керівників українських організацій. Їх тримали під слідством у Белградській тюрмі Главнячі. В очах югославського уряду кожний українець виглядав німецьким шпигуном, а серед українців, у свою чергу, поширювалися радикально антисербські настрої. Тут навіть таємно зароджується Українська фашистська партія, яку фінансово підтримувала Італія.

## Створення

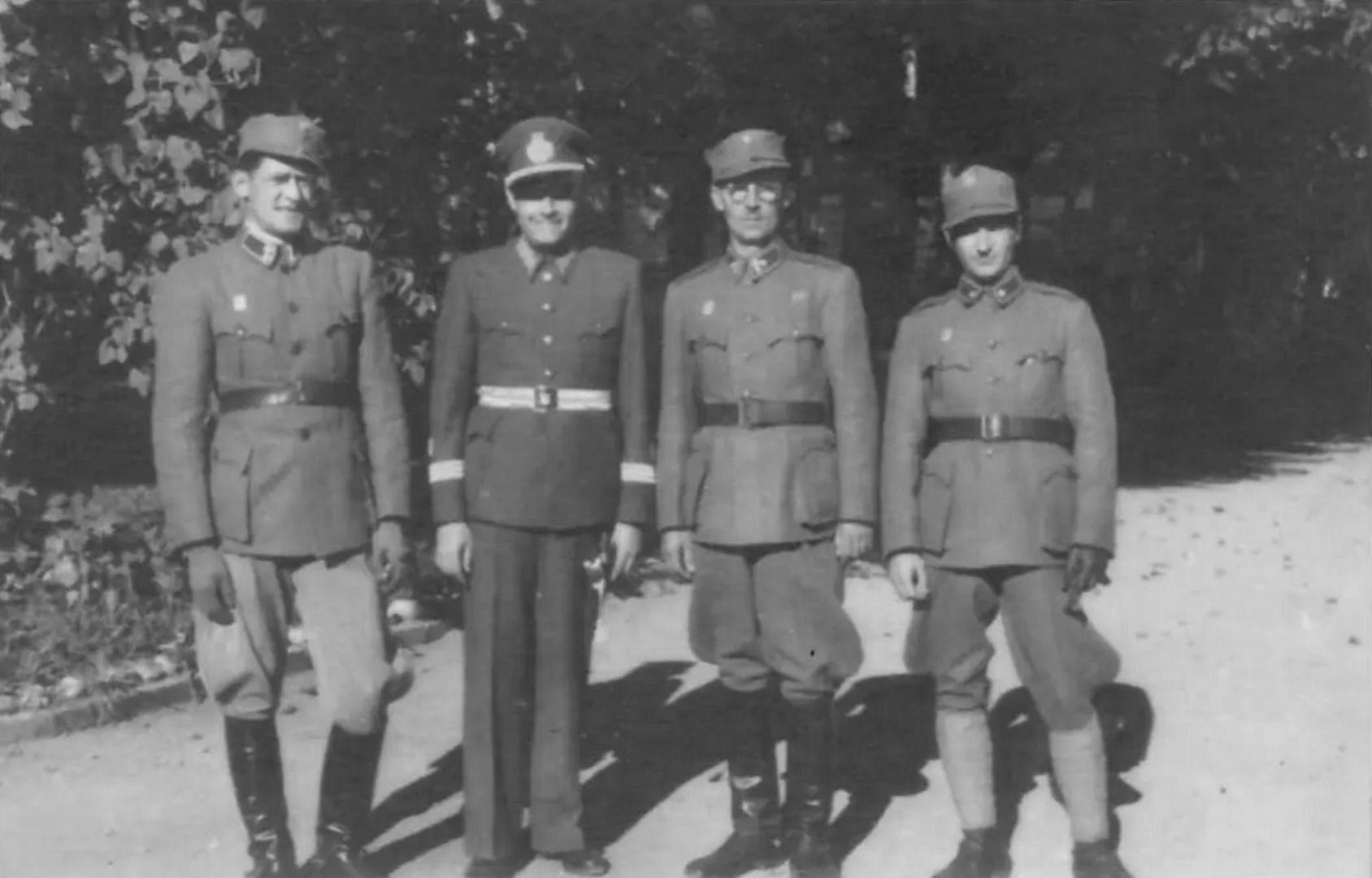
Вояки Українського Легіону зі своїм командиром Володимиром Паньківим. Загреб. 1941.

6 квітня 1941 року, коли на хорватську землю ступили, разом з німецькими та італійськими військовими частинами, перші підрозділи сформованої в Італії з усташів армії, на території Хорватії, Боснії та Герцеговини була проголошена Незалежна Держава Хорватія, на чолі з Поглавником (вождем) Анте Павеличем.
10 квітня, у день вступу хорватських та союзницьких військ до Загребу, голова місцевої «Просвіти» та місцевий провідник ОУН в Югославії Василь Войтанівський привітав від імені українців через загребське радіо державну незалежність Хорватії.
З-поміж активістів студентських організацій, «Просвіти» та ОУН було створено Українське Представництво у НДХ, яке очолив Василь Войтанівський. Українське представництво складалося з таких відділів-референтур:
1. секретаріат (секретар — інж. Іван Назаренко)
2. організаційна (референт — інж. Юрко Бондарук-Везимів)
3. культурно-освітня (референт — інж. Олександер Статників)
4. пропаганди й преси (референт — о. Микола Бучко)
5. військова (референт — інж. Володимир Паньків)
6. скарбова (референт — інж. Гаврило Компанець)
7. суспільна, санітарно-допомогова (референт — д-р Володимир Скоморовський).

Українське Представництво, користуючись прихильним ставленням хорватського Поглавника А. Павелича, розгорнуло широку діяльність з організації суспільно-політичного та культурно-освітнього життя балканських українців. У 1941 році в Загребі був сформований Студентський Військовий Відділ ім. Головінського на чолі з Антоном Іванюком.
Влітку 1941 року український священник Василь Стрільчик звернувся з листом до німецького уповноваженого генерала в Хорватії Едмунду Гляйзе фон Горстенау з проханням сформувати з української молоді в Хорватії національний легіон, щоб потім відправити його на Східний фронт проти радянської імперії. Стрільчик розраховував таким чином допомогти українській молоді, з одного боку вижити в війні, що почалася в Югославії між нацистами і їх союзниками (хорватськими та італійськими фашистами) проти югославського антифашистського опору, а з іншого боку додати ще одну краплю свіжої крові до антибільшовицького кулака.
Про ініціативу Стрільчика незабаром дізналися в українській громаді Загреба і звернулися з проханням до військовода Славка Кватерника — головнокомандувача Домобранства. Той дав своє добро на створення підрозділу, який стали називати Українським легіоном. Вже восени 1941 року почався набір добровольців. Начальник штабу Хорватського домобранства Август Марич 2 липня 1941 року видав указ, про створення Українського легіону. За неповний місяць у Вараждині було зібрано 505 українських добровольців, переважно переселенці з Боснії та загребські студенти. Українські добровольці мали синьо-жовті пов'язки та нарукавні нашивки, у формі білого щита з чорним тризубом. Підготовкою займалися переважно колишні офіцери армії УНР, які емігрували до Італії та Хорватії. Навесні 1942 року легіон отримав свою офіційну назву: 1-а рота українських легіонерів (хорв. 1ša satnija Ukrajinska Legionara). Варто зауважити, що Українське студентство бандерівського напрямку виступало проти формування Українського легіону.

## Бойові дії
Передбачалося, що Легіон буде відправлено на Східний фронт для участі у боях проти Червоної армії. Український Легіон вважався частиною хорватської армії — Домобранства, його вояки носили хорватську військову форму, базовану на німецьких зразках. Українські добровольці мали синьо-жовті пов'язки та нарукавні нашивки у формі білого щита з чорним тризубом.
Легіонерам обіцяли, що їхню частину буде перекинуто в Україну, де вони після війни отримають землі, будинки та адміністративні посади. Однак через події навколо проголошення 30 червня 1941 р. у Львові Української Держави, німецька влада заборонила відправлення українських добровольців в Україну. Український Легіон був відправлений до Боснії на боротьбу з комуністичними партизанами Тіто, що викликало різке невдоволення добровольців, багато легіонерів дезертувало. 

Тому Провідник ОУН(м) Андрій Мельник, який зайняв пронімецьку позицію, звернувся з листом до легіонерів 20 листопада 1941 р., в якому, зокрема, сказав:
«… Сьогодні, коли рішається доля України на довгі роки, на кожному місці, де лиш не жили б українці, ми зобов'язані усюди доложити свою цеголку до Великої Спільної Справи. То тим більшої ваги набирає Ваша посвята, коли Ви свою жертву крови для Батьківщини готові зложити на чужині… Я знаю, що серця Ваші линуть на Україну. Боротьба, однак наша ще не скінчена, ворог ще не знищений. Будьте видержливі та терпеливі. Прийде слушний час і для Вас. Перед нами — великий ще змаг, тож кожний український патріот матиме нагоду сплатити довг супроти Батьківщини на Рідній Землі.»
30 листопада, після зачитання звернення полковника Андрія Мельника, Український Легіон присягнув на вірність Україні у селі Пискавиця біля Бані Луки. За спогадами сучасників, добровольці проявили хоробрість та високий бойовий дух у боях з комуністичними партизанами. Головнокомандувач збройних сил Незалежної Держави Хорватії, Поглавник Анте Павеліч нагородив Малою Срібною Медаллю наступних українських добровольців: сотника Дмитра Луценка, хорунжого Петра Бучка та стрільця Михайла Малярчука. Всі вони з першої сотні Українського Легіону. Бронзовою Медаллю за хоробрість у боях відзначено також: стрільця Петра Василика, булавного Олексу Микитишина, десятника Михайла Матвійківа й стрільця Михайла Мерловича. Проте незабаром хорватська контррозвідка викрила переговори однієї з сотень Легіону з тітовськими партизанами, що під впливом комуністичної пропаганди мала намір перейти на бік останніх. Всю сотню (150 осіб) було заарештовано.
Навесні 1943 року легіон вступив вперше в бій під Бихачем проти сербських партизанів. Але їх сили виявилися значними: до кінця року після безупинних кровопролитних боїв в легіоні налічувалося лише 50 бійців. На допомогу були покликані нові українські добровольці, однак четники не дали змоги великій кількості українській молоді добратися до призовних пунктів. Зрештою, навесні 1945 року, коли сербська партизанська армія майже повністю захопила Хорватію, українські легіони почали швидкий відступ до австрійського кордону разом з іншими хорватськими військами, сподіваючись здатися в полон британцям. Проте на кордоні Словенії українці були перехоплені партизанами Йосипа Броза Тіто, і скоріш за все, були розстріляні. Ті ж, хто вижили, були засуджені югославським судом як «українські фашисти».

## Командування
З весни 1942 по весну 1943 року, легіоном командував колишній сотник Дієвої армії Української народної республіки Дмитро Луценко. Пізніше його змінив військовий інженер, підполковник Володимир Паньків (нар. 1896, Коломия — пом. 14 жовтня 1947, Загреб), який і залишався на цій посаді до самого кінця війни, був заарештований комуністичною владою і пізніше покінчив життя самогубством.